# Peter Guckes
Peter Guckes (* 1965 in Tübingen) ist ein deutscher Kinderbuchautor und -illustrator.
Guckes studierte Grafikdesign an der Fachhochschule für Gestaltung in Pforzheim. Seit 1993 lebt und arbeitet er als freier Grafikdesigner und Illustrator in Berlin. Er veröffentlicht Kinderbücher und Kalender.

## Werke
- Ist es noch weit? Stachelbart, Erlangen 2012.
- mit Diana Lucas, Petra Bartoli y Eckert: Weiß Blau Bunt. 24 Geschichten aus Bayern. Volk Verlag, München 2014.
- mit Werner Siegert: Markus, der Blumendoktor. Stachelbart, Erlangen 2014.
- mit Holm Schneider: Ein Baby im Bauch. Neufeld, Schwarzenfeld 2015.
- Wie Mama mit der Nase sieht. Stachelbart, Erlangen 2015.